# Józef Kononowicz-Horbacki
Józef, imię świeckie Osip Kononowicz-Horbacki (zm. 25 lutego 1653) – biskup prawosławny I Rzeczypospolitej.

## Życiorys
Pierwsze wzmianki o Józefie Kononowiczu-Horbackim pochodzą z 1635, gdy był on wykładowcą kolegium mohylańskiego w Kijowie. Na stanowisko tym pozostawał do 1642, gdy został przełożonym brackiego monasteru Objawienia Pańskiego w Kijowie z godnością ihumena. Był także rektorem niższej szkoły duchownej przy klasztorze. W 1646 został przełożonym Monasteru św. Michała Archanioła o Złotych Kopułach w Kijowie. Był znanym kaznodzieją i uczestnikiem polemik międzywyznaniowych. 
Od 1644 biskup mścisławski, mohylewski i orszański Sylwester Kossów uczynił ihumena Józefa koadiutorem swojej eparchii. W 1644 Józef jest wzmiankowany jako biskup białoruski. Po śmierci metropolity kijowskiego Piotra Mohyły w 1647 Sylwester Kossów został jego następcą, zaś Józef Kononowicz-Horbacki został ponownie nominowany na biskupa mścisławskiego, wikariusza eparchii mścisławskiej, mohylewskiej i orszańskiej. 13 stycznia 1650 nominacja ta została potwierdzona przywilejem królewskim, zaś chirotonia biskupia odbyła się 2 maja roku następnego.
Król Jan Kazimierz zgodził się na wyświęcenie nowych biskupów prawosławnych pod wpływem sukcesów wojsk kozackich Bohdana Chmielnickiego. W 1650 Jan Kazimierz wyraził także zgodę na powtórne objęcie przez prawosławnych monasteru Przemienienia Pańskiego w Mohylewie i uznanie go za majątek biskupa mścisławskiego. Jednak po bitwie pod Beresteczkiem decyzja ta, podobnie jak wydane w 1650 przywileje uprawniające prawosławnych do korzystania ze świątyń w Witebsku i Połocku, została cofnięta. W rezultacie pierwsze lata działalności Józefa Kononowicza-Horbackiego w eparchii białoruskiej były bardzo trudne; biskup pozostawał w ciągłym konflikcie z hierarchią unicką. 
Józef Kononowicz-Horbacki zajmował się nie tylko problemami wewnętrznymi swojej eparchii. W 1650 pobłogosławił wybór Eliasza Romanowicza na przełożonego monasteru Przemienienia Pańskiego w Słucku oraz rozwiązywał konflikt między mnichami monasteru w Owruczu a miejscowym prawosławnym bractwem. 
Administratorem eparchii białoruskiej pozostawał do śmierci w 1653.